# Concurs complet d'equitació
El concurs de complet d'equitació (CCE), és una de les tres disciplines olímpiques dintre del món de l'equitació. És un conjunt de tres disciplines eqüestres: doma clàssica, camp a través o cross-country i salt d'obstacles.
Els campionats d'aquesta disciplina es practiquen durant tres dies de competició. El primer dia es debuta la prova de doma clàssica, el segon dia es debuta la prova de cross-country o camp a través i el tercer dia es fa el concurs de salt d'obstacles. De vegades és possible que la prova de doma s'allargui a dos dies.
Aquesta competició té les seves arrels com a prova comprensiva de la cavalleria que requeria diferents tipus de mestratge en muntar a cavall.

## Disciplines

### Salt
El salt d'obstacles, també es un esport eqüestre olímpic que es basa en la realització d'un recorregut d'obstacles amb penalització de 4 punts per barra caiguda. Aquesta disciplina requereix una elevada demostració d'equilibri, força, velocitat i compenetració entre el genet i el cavall.

### Doma
La doma consisteix en ensenyar el cavall a ser dòcil, equilibrat i obedient. Es basa en l'execució d'un conjunt de reprises, recorreguts on demostres la preparació, la submissió, l'equilibri i l'elegància del cavall.

### Cross
El cross consisteix en una carrera d'obstacles de camp a través. Els recorreguts habitualment porten als concursant a través de camps i boscos. Els diferents obstacles que s'hi troben en una competición de cross-country intenten imitar els diferents obstacles que es troben al cabalgar pels boscos com ara arbres, aigua…  També ets pots trobar amb obstacles que estan en llibertat, que no trobaríem de normal.

## Reglament
Les tres proves del concurs, es desenvolupen individualment, no hi ha la possibilitat que el genet o el cavall canviï, és a dir que has de debutar en totes les proves amb el mateix cavall.
Cada prova té una avaluació i la suma de les tres puntuacions determina la classificació final. Es fa la mitjana de les tres proves i aquest és el resultat que obtens.
Abans de realitzar alguna de les tres proves, es realitza un control veterinari assegurar-se que el cavall no va coix o té alguna lesió.

## Categories
Hi ha diferents categories per cada edat i nivell, és a dir territorial, nacional, internacional… Dins d'aquests nivells hi ha més subnivells que van per edat, això es dona quan es munta un poni.
Les categories internacionals se separen amb estrelles (*), amb un ordre ascendent d'acord al nivell que es realitza en aquesta.
Les proves de nivell més baix, no sempre es realitzen amb el mateix ordre i amb tres dies de competició, normalment es realitza amb un o dos dies.

## Classificacions i puntuacions
En la prova de doma els punts positius de cada participant es converteixen en penalitzacions. És a dir com més puntuació s'obtingui, pitjor serà en la classificació final.
En les proves de salt i cross, les penalitzacions s'obtenen en no saltar un obstacle, tirar l'obstacle a terra o per excés de temps. En cas que el genet caigui del cavall queda automàticament eliminat del campionat.
El binomi guanyador és aquell que té menys puntuació, amb la suma de les puntuacions de les tres proves.

## Medaller olímpic
|    | País              | Or 🥇 | Plata 🥈 | Bronze 🥉 | Total |
| -- | ----------------- | ----- | -------- | --------- | ----- |
| 1  | Alemanya          | 30    | 18       | 18        | 66    |
| 2  | Suècia            | 17    | 12       | 14        | 43    |
| 3  | França            | 15    | 15       | 12        | 42    |
| 4  | Estats Units      | 12    | 20       | 20        | 52    |
| 5  | Alemanya Oriental | 11    | 5        | 9         | 25    |
| 6  | Països Baixos     | 10    | 13       | 3         | 26    |
| 7  | Regne Unit        | 11    | 11       | 13        | 35    |
| 8  | Itàlia            | 7     | 9        | 7         | 23    |
| 9  | Unió Soviètica    | 6     | 5        | 4         | 15    |
| 10 | Austràlia         | 6     | 3        | 3         | 12    |
| 11 | Suïssa            | 5     | 10       | 8         | 23    |
| 12 | Bèlgica           | 5     | 2        | 6         | 13    |
| 13 | Nova Zelanda      | 3     | 2        | 5         | 10    |
| 14 | Canadà            | 2     | 2        | 3         | 7     |
| 15 | Mèxic             | 2     | 1        | 4         | 7     |
| 16 | Polònia           | 1     | 3        | 2         | 6     |
| 17 | Espanya           | 1     | 2        | 1         | 4     |
| 18 | Àustria           | 1     | 1        | 1         | 3     |
| 19 | Brasil            | 1     | 0        | 2         | 3     |
| 20 | Japó              | 1     | 0        | 0         | 1     |
| 20 | República Txeca   | 0     | 0        | 0         | 1     |
| 22 | Dinamarca         | 0     | 4        | 2         | 6     |
| 23 | Xile              | 0     | 2        | 0         | 2     |
| 24 | Romania           | 0     | 1        | 1         | 2     |
| 25 | Argentina         | 0     | 1        | 0         | 1     |
| 25 | Bulgària          | 0     | 1        | 0         | 1     |
| 25 | Noruega           | 0     | 1        | 0         | 1     |
| 28 | Portugal          | 0     | 0        | 3         | 3     |
| 29 | Aràbia Saudita    | 0     | 0        | 2         | 2     |
| 30 | Hongria           | 0     | 0        | 1         | 1     |
| 30 | Irlanda           | 0     | 0        | 1         | 1     |
|    | TOTAL             | 148   | 144      | 145       | 437   |